# Eichoichemus gavius
Eichoichemus gavius là một loài ruồi trong họ Asilidae. Eichoichemus gavius được Walker miêu tả năm 1851. Loài này phân bố ở vùng Tân nhiệt đới.